# فالي لوميلينا (بافيا)
فالي لوميلينا (بالإيطالية: Valle Lomellina)‏ هي بلدة تقع في مقاطعة بافيا بإقليم لومبارديا في شمال إيطاليا. تبلغ مساحة هذه المدينة 27.1 (كم²)، وترتفع عن سطح البحر 101 م، بلغ عدد سكانها 2224 نسمة في عام 2004 حسب إحصاء المعهد الوطني للإحصاء.

## وصلات خارجية
- الموقع الرسمي